# Eugeniusz Spyra
Eugeniusz Spyra (ur. 23 sierpnia 1931 w Żuradzie) – polski dyplomata, funkcjonariusz służb bezpieczeństwa i wywiadu cywilnego w stopniu pułkownika, chargé d’affaires w Kostaryce (1966–1967) i Panamie (1972), naczelnik Wydziału III Departamentu I MSW (odpowiedzialnego za wywiad przeciwko Watykanowi i części państw NATO).

## Życiorys
Syn Jana i Marii. Podjął studia prawnicze na Uniwersytecie Warszawskim, w 1952 rozpoczął współpracę z polskim wywiadem (prawdopodobnie na skutek nakazu pracy lub z własnej inicjatywy). W latach 1952–1953 odbył kurs w Ośrodku Szkolenia Ministerstwa Bezpieczeństwa Publicznego, do 1954 był referentem w Departamencie VII MBP (wywiad zagraniczny). Po jego przekształceniu w Komitet do spraw Bezpieczeństwa Publicznego do 1956 był referentem i oficerem operacyjnym Departamentu I (wywiad). W latach 1956–1990 funkcjonariusz Departamentu I MSW, w którym awansował od oficera operacyjnego do pułkownika (początkowo w Wydziale II, odpowiedzialnym za kraje Trzeciego Świata).
Równocześnie pracował pod przykrywką dyplomaty pod pseudonimem „Grzegorz”, specjalizował się w tematyce państw Ameryki Południowej i Łacińskiej. Od 1960 do 1964 starszy referendarz ds. prasowo-kulturalnych w ambasadzie PRL w Meksyku, ponownie od 1968 do 1972 na tej placówce jako I sekretarz ds. prasowo-kulturalnych i rezydent wywiadu. W międzyczasie przeszedł do Wydziału IV Dep. I MSW jako oficer, inspektor, starszy inspektor. Zajmował stanowisko chargé d’affaires ad interim w Kostaryce i Nikaragui (1966–1967) oraz w Panamie (1972) i Hondurasie (?–1972). W 1972 został starszym wykładowcą w Katedrze Nauk Operacyjnych Ośrodka Kształcenia Kadr Wywiadowczych MSW w Starych Kiejkutach. W latach 1975–1980 I sekretarz i kierownik punktu operacyjnego w ambasadzie PRL w Lizbonie. W 1980 powrócił do centrali wywiadu jako starszy inspektor Wydziału XVI (kadry i szkolenia), po czym w 1981 przeszedł do Wydziału III (operacje przeciwko części państw NATO i Watykanowi), w 1985 został jego naczelnikiem. W latach 1987–1990 radca ambasady i kierownik punktu operacyjnego w ambasadzie w Brasílii. 31 lipca 1990 zwolniony ze służby.
Był delegowany służbowo do Austrii, Węgier, Czechosłowacji, Stanów Zjednoczonych i Izraela. Pełnił funkcję oficera prowadzącego Ryszarda Kapuścińskiego. Dwukrotnie został zdekonspirowany w wyniku zdrady Andrzeja Kopczyńskiego (w 1976) i Jerzego Sarosieka (w 1989).
Jego syn Jarosław Spyra także został dyplomatą, był polskim ambasadorem w Chile i Peru.